# Juromenha
Juromenha ('Nossa Senhora do Loreto de Juromenha) é uma povoação portuguesa do município do Alandroal que foi sede da freguesia de Juromenha, que tinha 32,08 km² de área e 107 habitantes (2011), tendo, por isso, uma densidade populacional de 3,3 hab/km².
A freguesia de Juromenha foi extinta em 2013, no âmbito de uma reforma administrativa nacional, tendo sido agregada às Freguesias de São Brás dos Matos (Mina do Bugalho) e Nossa Senhora da Conceição (Alandroal), para formar uma nova freguesia denominada União das Freguesias de Alandroal (Nossa Senhora da Conceição), São Brás dos Matos (Mina do Bugalho) e Juromenha.

## População

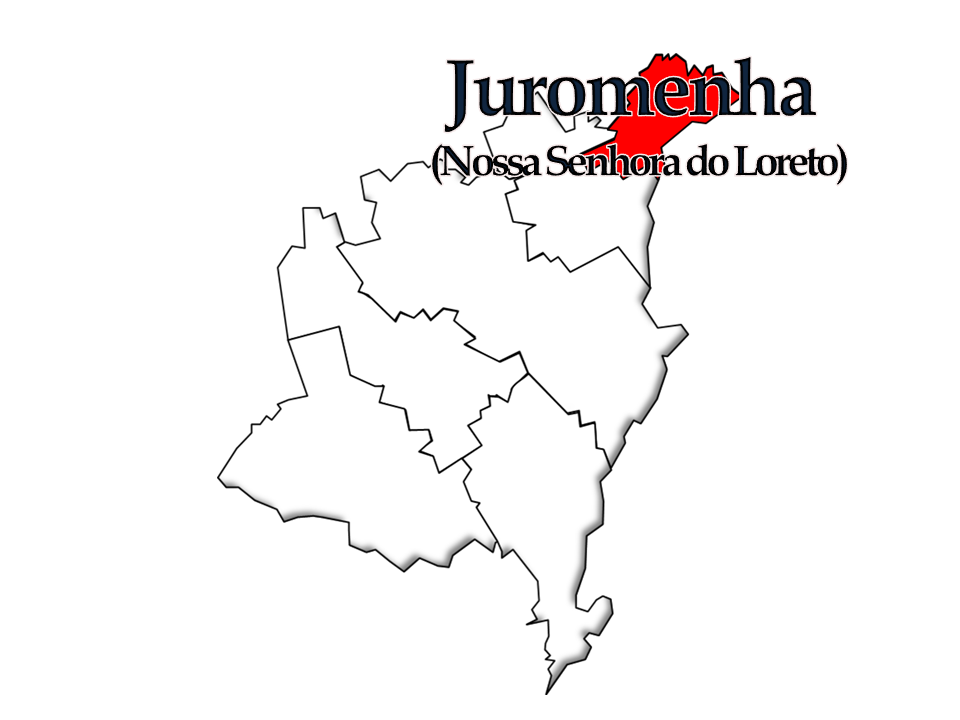
Localização da localidade de Jorumenha (Nª. Sra. do Loreto)

| População da freguesia de Juromenha (Nossa Senhora do Loreto) | População da freguesia de Juromenha (Nossa Senhora do Loreto) | População da freguesia de Juromenha (Nossa Senhora do Loreto) | População da freguesia de Juromenha (Nossa Senhora do Loreto) | População da freguesia de Juromenha (Nossa Senhora do Loreto) | População da freguesia de Juromenha (Nossa Senhora do Loreto) | População da freguesia de Juromenha (Nossa Senhora do Loreto) | População da freguesia de Juromenha (Nossa Senhora do Loreto) | População da freguesia de Juromenha (Nossa Senhora do Loreto) | População da freguesia de Juromenha (Nossa Senhora do Loreto) | População da freguesia de Juromenha (Nossa Senhora do Loreto) | População da freguesia de Juromenha (Nossa Senhora do Loreto) | População da freguesia de Juromenha (Nossa Senhora do Loreto) | População da freguesia de Juromenha (Nossa Senhora do Loreto) | População da freguesia de Juromenha (Nossa Senhora do Loreto) |
| ------------------------------------------------------------- | ------------------------------------------------------------- | ------------------------------------------------------------- | ------------------------------------------------------------- | ------------------------------------------------------------- | ------------------------------------------------------------- | ------------------------------------------------------------- | ------------------------------------------------------------- | ------------------------------------------------------------- | ------------------------------------------------------------- | ------------------------------------------------------------- | ------------------------------------------------------------- | ------------------------------------------------------------- | ------------------------------------------------------------- | ------------------------------------------------------------- |
| 1864                                                          | 1878                                                          | 1890                                                          | 1900                                                          | 1911                                                          | 1920                                                          | 1930                                                          | 1940                                                          | 1950                                                          | 1960                                                          | 1970                                                          | 1981                                                          | 1991                                                          | 2001                                                          | 2011                                                          |
| 859                                                           | 1 167                                                         | 891                                                           | 875                                                           | 996                                                           | 1 023                                                         | 1 173                                                         | 1 393                                                         | 1 518                                                         | 1 453                                                         | 1 250                                                         | 929                                                           | 173                                                           | 146                                                           | 107                                                           |

Em 1984 deu origem à freguesia de São Brás dos Matos

## Geografia
Localizada na extremidade nordeste do município, a Freguesia de Juromenha tinha por vizinhos as localidades de São Brás dos Matos (Mina do Bugalho), a sul e oeste, os Municípios de Vila Viçosa, a noroeste, e Elvas, a norte e o território de Olivença, a sueste.

## História
Juromenha foi sede de concelho, extinto em 1836, sendo que dele faziam parte as freguesias de Juromenha, São Brás dos Matos e Vila Real, (esta última, desde 1801, de facto mas não de jure, sendo situada para lá do Guadiana, é administrada por Espanha, integrando o município de Olivença).
O concelho de Juromenha tinha, em 1801, 823 habitantes.
São antigas as origens de Juromenha, que ocupou a honrosa função de sentinela do rio Guadiana, que corre a seus pés.
Foi conquistada aos mouros (então com o nome de Julumaniya, que por uma leitura imprópria do árabe foi transcrita por alguns historiadores como Chelmena) por D. Afonso Henriques, em 1167. Entrou depois nos domínios da Ordem de Avis, a quem foi doada pelo rei D. Sancho I. Nela decorreram alguns episódios importantes durante as guerras da Restauração (século XVII) e Peninsular (século XIX). Fez parte da diocese de Elvas até 1882, data em que a mesma foi extinta.
Após a sua anexação no concelho do Alandroal, Juromenha iniciou um processo de declínio, acentuado na década de 1920, quando a população abandonou totalmente o espaço intramuros, desenvolvendo-se o arrabalde em torno da ermida de Santo António, que é hoje o núcleo fundamental da vila.

## Personalidades
António Gomes Freire de Andrade, nasceu em Juromenha em 1685 e faleceu no Rio de Janeiro em 1 de Janeiro de 1763; foi um nobre militar e administrador colonial português; primeiro conde de Bobadela (concelho de Oliveira do Hospital) por carta de 20 de Dezembro de 1758.

## Património
- Castelo de Juromenha e Fortaleza de Juromenha